# Deuil-la-Barre
Deuil-la-Barre – miejscowość i gmina we Francji, w regionie Île-de-France, w departamencie Dolina Oise.
Według danych na rok 1990 gminę zamieszkiwały 19 062 osoby, a gęstość zaludnienia wynosiła 5070 osób/km² (wśród 1287 gmin regionu Île-de-France Deuil-la-Barre plasuje się na 152. miejscu pod względem liczby ludności, natomiast pod względem powierzchni na miejscu 769.).

## Współpraca
- Frankfurt nad Menem, Niemcy
- Vác, Węgry
- Winsford, Wielka Brytania
- Lourinhã, Portugalia